# Südostasienspiele 2013/Badminton
Badminton wurde bei den  Südostasienspielen 2013 in Naypyidaw in Myanmar vom 10. bis zum 14. Dezember 2013 gespielt. Es wurden fünf Disziplinen im Wunna Theikdi Indoor Stadium ausgetragen.

## Medaillengewinner
| Disziplin    | Gold                             | Silber                                    | Bronze                                      |
| ------------ | -------------------------------- | ----------------------------------------- | ------------------------------------------- |
| Herreneinzel | Tanongsak Saensomboonsuk         | Dionysius Hayom Rumbaka                   | Nguyễn Tiến Minh                            |
| Herreneinzel | Tanongsak Saensomboonsuk         | Dionysius Hayom Rumbaka                   | Wisnu Yuli Prasetyo                         |
| Dameneinzel  | Bellaetrix Manuputty             | Busanan Ongbumrungpan                     | Nitchaon Jindapol                           |
| Dameneinzel  | Bellaetrix Manuputty             | Busanan Ongbumrungpan                     | Vũ Thị Trang                                |
| Herrendoppel | Angga Pratama Rian Agung Saputro | Berry Angriawan Ricky Karanda Suwardi     | Lim Khim Wah Ow Yao Han                     |
| Herrendoppel | Angga Pratama Rian Agung Saputro | Berry Angriawan Ricky Karanda Suwardi     | Goh V Shem Teo Kok Siang                    |
| Damendoppel  | Woon Khe Wei Vivian Hoo Kah Mun  | Nitya Krishinda Maheswari Greysia Polii   | Sapsiree Taerattanachai Puttita Supajirakul |
| Damendoppel  | Woon Khe Wei Vivian Hoo Kah Mun  | Nitya Krishinda Maheswari Greysia Polii   | Shinta Mulia Sari Yao Lei                   |
| Mixed        | Muhammad Rizal Debby Susanto     | Maneepong Jongjit Sapsiree Taerattanachai | Nipitphon Puangpuapech Puttita Supajirakul  |
| Mixed        | Muhammad Rizal Debby Susanto     | Maneepong Jongjit Sapsiree Taerattanachai | Tan Aik Quan Lai Pei Jing                   |

## Medaillenspiegel
| Platz  | Land       | Gold | Silber | Bronze | Gesamt |
| ------ | ---------- | ---- | ------ | ------ | ------ |
| 1      | Indonesien | 3    | 3      | 1      | 7      |
| 2      | Thailand   | 1    | 2      | 3      | 6      |
| 3      | Malaysia   | 1    | 0      | 3      | 4      |
| 4      | Vietnam    | 0    | 0      | 2      | 2      |
| 5      | Singapur   | 0    | 0      | 1      | 1      |
| Gesamt | Gesamt     | 5    | 5      | 10     | 20     |